# Период распространения
Период распространения  — эпидемиологическое понятие, обозначающее количественное соотношение болезни к определённому периоду времени . 
Он может быть описана формулой:
Период распространения = Количество заболеваний за определённый период :  Количество людей в популяции за определённый период 
Отношение между заболеваемостью, моментом распространения, и периодом распространения легко можно показать в аналогии с фотографией и киносъёмкой. Момент распространения похож на фотовспышку, он показывает данные на краткое фиксированное время. Период распространения аналогичен длинной выдержке в несколько секунд: в кадр попадает изображение на весь период, пока открыт затвор. При киносъёмке каждый кадр (момент распространения) быстро сменяется другим, что даёт возможность увидеть фильм, это продолжительное явления — аналог заболеваемости.